# Meletie Egorenko
Meletie Egorenko (în ucraineană Мелетій Єгоренко și în rusă Мелетий Егоренко) (n. 17 iulie 1962, GRP-21, regiunea Jambîl, RSS Kazahă) este un cleric ortodox din Ucraina, care este din 2014 episcop de Cernăuți, în cadrul Bisericii Ortodoxe Ucrainiene. 

## Biografie
Meletie Egorenko s-a născut la data de 17 iulie 1962, în familia unui funcționar de origine ucraineană din GRP-21 din regiunea Jambîl (RSS Kazahă). A primit la naștere numele Valentin Vladimirovici Egorenko. Începând din anul 1963 s-a mutat împreună cu familia în orașul Kropotkin din regiunea Krasnodar, aflată în Caucazul de Nord. A învățat la școala medie din acest oraș între anii 1969-1979.
Începând din anul 1980 a îndeplinit ascultarea de citeț la Catedrala Pokrovska din orașul Kropotkin, după care, între anii 1981-1983, și-a satisfăcut serviciul militar obligatoriu în cadrul Armatei Sovietice. Revenit din amată în anul 1983, se înscrie la studii la Seminarul Teologic din Moscova, absolvindu-le în anul 1987. A absolvit în 1996 și cursurile Academiei Teologice din Moscova.
În septembrie 1986, fiind încă elev la Seminar, a intrat ca frate în Lavra Troița Serghieva din orașul Serghiev Posad, unde era la acea vreme blagocin (stareț) arhimandritul Onufrie Berezovski. Este tuns în monahism la data de 3 decembrie a aceluiași an de către adjunctul de stareț, arhimandritul Alexei Kutepov (în prezent arhiepiscop de Tula și Belev). Este hirotonit ca ierodiacon la data de 19 decembrie 1986 în Catedrala Uspenia din Vladimir de către Serapion Fadeev, arhiepiscop de Vladimir și Suzdal (ulterior mitropolit).
După absolvirea cursurilor de la Seminar în anul 1987, el a fost trimis de către Comitetul de repartizare în Eparhia de Lvov- Ternopol pentru a face parte din comunitatea monahală de la Lavra Poceaev. În decembrie 1990, la cererea Onufrie Berezovski, este transferat în cadrul Eparhiei de Cernăuți și Bucovina și numit ca secretar al administrației eparhiale. Este hirotonit ca ieromonah la data de 6 ianuarie 1991 în Catedrala Mitropolitană din Cernăuți de către Onufrie. Cu binecuvântarea lui Vladimir Sabodan, mitropolitul primat al Kievului și al întregii Ucraine, este ridicat la 24 iunie 1992 în rangul de arhimandrit. 
La data de 16 iulie 2006, prin hotărârea Sinodului Bisericii Ortodoxe Ucrainene - aflată sub oblăduirea canonică a Patriarhiei Moscovei, arhimandritul Meletie Egorenko a fost numit în funcția de vicar al Mitropoliei Cernăuților și Bucovinei, cu titlul de episcop de Hotin. El a fost hirotonit ca episcop la 30 iulie 2006, în biserica Lavrei Pecerska din Kiev.
Mitropolitul Meletie Egorenko cunoaște limba română și oficiază slujbe în satele românești din regiunea Cernăuți.